# Pendé (Ouham-Pendé)
Pour les articles homonymes, voir Pendé.
Pendé est une  commune rurale de la préfecture de Ouham-Pendé, en République centrafricaine. Elle s’étend au sud-est de la ville de Bocaranga et doit son nom à la rivière Pendé (ou Logone oriental) qui la draine en direction du nord-est.

## Géographie
La commune de Pendé est située au centre de la préfecture de l’Ouham-Pendé. La plupart des villages sont localisés sur l’axe Bocaranga – Tollé, route régionale RR5. 
|           | Loura  | Bahn |
| Bocaranga | Pendé  | Malé |
|           | Kouazo |      |

## Villages
Les villages principaux sont : Dibono, Ngoutéré, Herba et Tollé.
La commune compte 38 villages en zone rurale recensés en 2003 : Baforo, Bago, Bang-Saah, Bolere, Boya-Wane, Daigon, Dibol, Dibonon, Gaindara 1, Gaindara 2, Galanga, Gamanga, Gbaguia, Gbanike, Gouni, Herba, Herba-Arabe, Issoumale, Kake, Karaziyan, Kone-Boui, Koupi 1, Koupi 2, Koya, Markeze-Pende, Ngoutere 1, Ngoutere 2, Palambana 1, Palambana 2, Sahdou, Sangami Arabe, Sangami Centre, Tolle 1, Tolle 2, Tolle Arabe, Yenguere, Yeni, Youfouro.

## Éducation
La commune compte 5 écoles publiques à Tollé, Herba, Ngoutere, Kake et Dibono et une école privée à Tollé.

## Santé
La commune située dans la région sanitaire n°3 dispose de 5 postes de santé à Dibono, Sangami, Ngoutéré, Herba et Tollé.